# Ercole Dembowski
Ercole (Hercules) Dembowski (Milão, 12 de janeiro de 1812 — 19 de janeiro de 1881) foi um astrônomo italiano.
Herdou o título de barão por ser filho de Jan Dembowski (Dębowski), um dos generais poloneses de Napoleão Bonaparte. Serviu a marinha do Império Austro-Húngaro até 1843.
Observador de estrelas duplas, efetuou milhares de medições milimétricas. Em particular, refez as medições de diversas estrelas duplas do Dorpat Catalogue de Friedrich Georg Wilhelm Struve, observando como algumas delas mudaram de posição ao longo dos anos, devido à órbita mútua como estrelas binárias.
Recebeu a Medalha de Ouro da Royal Astronomical Society de 1878.
A cratera lunar Dembowski foi batizada em sua homenagem, assim como o planetoide 349 Dembowska.